# Swartzia rediviva
Swartzia rediviva é uma espécie vegetal da família Fabaceae.
Apenas pode ser encontrada no Suriname.